# Conway, Massachusetts
Conway är en kommun (town) i Franklin County i delstaten Massachusetts, USA. Vid folkräkningen år 2010 bodde 1 897 personer på orten. Den har enligt United States Census Bureau en area på totalt 98,1 km² varav 0,5 km² är vatten.

## Kända personer från Conway
- William Collins Whitney, politiker